# Calumet-Norvelt
Calumet-Norvelt es un lugar designado por el censo ubicado en el condado de Westmoreland en el estado estadounidense de Pensilvania. En el año 2000 tenía una población de 1,682 habitantes y una densidad poblacional de 446 personas por km².

## Geografía
Calumet-Norvelt se encuentra ubicado en las coordenadas 40°12′49″N 79°29′35″O / 40.21361, -79.49306.

## Demografía
Según la Oficina del Censo en 2000 los ingresos medios por hogar en la localidad eran de $38,000 y los ingresos medios por familia eran $47,292. Los hombres tenían unos ingresos medios de $29,966 frente a los $22,027 para las mujeres. La renta per cápita para la localidad era de $17,043. Alrededor del 4.9% de la población estaba por debajo del umbral de pobreza.